# Actinochloridaceae
Actinochloridaceae, porodica zelenih algi u redu Chlamydomonadales. Ime je dobila po monotipskom rodu Actinochloris. Postoji 15 vrsta u četiri roda.

## Rodovi
1. Actinochloris Korschikov, 1
2. Deasonia H.Ettl & J.Komárek, 6
3. Macrochloris Korshikov, 6
4. Pseudodictyochloris Vinatzer, 2

## Vanjske poveznice
|  | Zajednički poslužitelj ima još gradiva o temi Actinochloridaceae |
|  | Wikivrste imaju podatke o taksonu Actinochloridaceae             |